# Стуруман (коммуна)
Стуруман (швед. Storumans kommun) — коммуна на севере Швеции, в лене Вестерботтен. Площадь — 8286 км² (9-я среди коммун Швеции), население — 6188 человек. Плотность населения составляет 0.7 чел/км². Административный центр — город Стуруман, расположенный в месте, где река Умеэльвен вытекает из озера Стуруман.
Среди других населенных пунктов коммуны выделяется Тернабю — один из крупнейших горнолыжных курортов Швеции, а также и место рождения таких всемирно известных горнолыжников как: Ингемар Стенмарк, Аня Персон, Стиг Странд. Кроме того, Йенс Бюггмарк вырос в Тернабю. Деревня Хемаван в 18 км к северу от Тернабю — также горнолыжный курорт. Здесь есть аэропорт, а также это начальный пункт туристического маршрута Кунгследен.

## Населённые пункты
| # | Населённые пункты | Население |
| - | ----------------- | --------- |
| 1 | Стуруман          | 2,255     |
| 2 | Стенселе          | 578       |
| 3 | Тернабю           | 533       |
| 4 | Хемаван           | 216       |